# Pochette surprise
Pour les articles homonymes, voir Pochette, surprise, Pochette surprise (album de CharlÉlie Couture) et Jordy#Enfant-star (1992-1994).
Une pochette surprise est un sachet ou un cône de papier roulé et imprimé contenant un petit jouet, une babiole ou des friandises.
Vendu ou offert en cadeau aux enfants qui apprécient son côté imprévu, il est traditionnellement acheté dans les boulangeries ou confectionné par les parents pour les jeunes invités d'un goûter d'anniversaire.
En Allemagne, une tradition pour les parents (attestée dès 1810) est d'en donner une à leurs enfants leur premier jour d'école.